# شاتلنگر
شاتلنگر (به انگلیسی: Shutlanger) یک روستا و محله مدنی در بریتانیا است که در ساوت نورث‌همپتون‌شر واقع شده‌است. شاتلنگر ۲۹۰ نفر جمعیت دارد.